# (612733) 2003 YU179
(612733) 2003 YU179, também escrito como 2003 YU179, é um objeto transnetuniano que está localizado no cinturão de Kuiper, uma região do Sistema Solar. Ele é classificado como um cubewano. O mesmo possui uma magnitude absoluta de 6,8 e tem um diâmetro estimado com cerca de 146 quilômetros. Este corpo celeste é um sistema binário, o outro componente, o S/2009 (612733) 1, possui um diâmetro estimado em cerca de 80 quilômetros.

## Descoberta
(612733) 2003 YU179 foi descoberto no dia 24 de dezembro de 2003 através do Observatório de Mauna Kea que está situado no Havaí.

## Órbita
A órbita de (612733) 2003 YU179 tem uma excentricidade de 0,163 e possui um semieixo maior de 47,016 UA. O seu periélio leva o mesmo a uma distância de 39,357 UA em relação ao Sol e seu afélio a 54,674 UA.